# Don Carlos (principe)
Carlo d'Asburgo, Principe delle Asturie (Valladolid, 8 luglio 1545 – Madrid, 24 luglio 1568), anche conosciuto come Don Carlos, è stato un principe spagnolo ed erede al trono del Regno di Spagna e delle Indie, figlio di Filippo II di Spagna e di Maria Emanuela d'Aviz.
Personaggio controverso sia in vita ma soprattutto durante e dopo la sua morte, costantemente al centro di numerose teorie complottistiche, Don Carlos soffrì per tutta la sua breve vita di disturbi mentali (mai chiariti completamente) e fu imprigionato da suo padre all'inizio del 1568, morendo dopo sei mesi in totale solitudine. La sua vita ispirò numerose opere d'arte, come la tragedia storica Don Carlos di Friedrich Schiller e il Don Carlo di Giuseppe Verdi.

## Biografia
Nato a Valladolid in Spagna l'8 luglio 1545, Carlos fu il primogenito ed erede al trono di Filippo II di Spagna e della sua prima moglie Maria Manuela di Portogallo. I suoi successivi gravi problemi di salute furono imputabili fondamentalmente alla pratica tipica della dinastia degli Asburgo di contrarre matrimoni tra consanguinei (molto frequente era infatti il matrimonio tra primi cugini o tra zio e nipote). Questa politica matrimoniale aveva l'obbiettivo di non disperdere i territori asburgici, ma fu tutt'altro che vantaggiosa dal punto di vista genetico. Nel caso di don Carlos suo padre Filippo e sua madre María Manuela erano cugini di primo grado e avevano un coefficiente di parentela del 25% che li rendeva paragonabili a due fratellastri. Carlos aveva solo quattro bisnonni invece dei normali otto, aveva solo sei trisavoli invece dei sedici massimi e la nonna materna e il nonno paterno erano fratelli. Il nonno materno e la nonna paterna erano anch'essi fratelli e le due bisnonne erano sorelle. La madre di Carlos Maria morì quattro giorni dopo avere dato alla luce nascita suo figlio per un'emorragia cerebrale.

### Primi anni e problemi di salute
La salute del principe destò fin da subito serie preoccupazioni. Carlos nacque infatti con una gamba più corta dell'altra, una spalla più alta e una forma di lordosi che ne compromise la mobilità, costringendolo a zoppicare per tutta la vita e contribuendo al suo aspetto sgraziato. Paolo Tiepolo, ambasciatore veneto che lo vide nel 1563, lo descriveva come segue: "Ha i capelli bruni e lisci, la testa di grandezza mediocre, la fronte angusta, gli occhi grigi, le labbra regolari, il mento un poco sporgente, la figura pallidissima. Nulla ricorda in lui il sangue degli Absburgo. Il principe è esile, pallido, piccolino: ha una spalla più alta dell'altra e il petto rientrante, la schiena incurvata con una piccola gobba all'altezza dello stomaco. La gamba sinistra è ben più lunga della destra; le coscie sono forti, ma sproporzionate; le gambe sottili ed esili. La voce è ora flebile, ora acuta. Egli è assai impacciato quando incomincia a parlare e le parole non gli vengono; pronuncia male l'erre e l'elle." Sempre Paolo Tiepolo diceva che era "nel parlare difficile e tardo, con parole tronche e spezzate". Spesso lo colpivano le febbri, conferendogli un'aria malsana e un viso pallido.
Fin dai primi anni il padre di Carlo si disinteressò di lui, impegnato com'era in guerre e intrighi politici, ed essendo sua madre morta di parto lo affidò alle cure delle zie paterne Maria d'Austria e Giovanna d'Asburgo. Il giovane principe legò soprattutto con quest'ultima, la quale pure dovette lasciarlo quando egli aveva sei anni per andare in Portogallo, sposa al principe ereditario di quella corona Giovanni Manuele d'Aviz. In una lettera diretta a Carlo V Luis Sarmiento de Mendoza ci ha descritto la scena della separazione del bambino dalla zia: "Tre giorni piansero l'uno e l'altra, e il piccino diceva: 'Come rimarrà il bimbo' – così egli si chiamava da sé – 'qui, solo, senza mamma, senza padre, con il nonno lontano, in Germania e il padre a Monzon?"
Rimasto di nuovo solo Carlos fu affidato alle cure di un prete umanista valenziano, Honorato Juan Tristull. Subito tra il discepolo e il maestro si strinse un'amicizia profonda e intima, che non si sciolse se non con la morte del religioso nel 1566. Le lettere che il piccolo principe inviava al suo precettore mostrano già a quest'età il suo carattere inquieto, afflitto, focoso, insofferente, violento; infatti egli non voleva sentire parlare d'altro che di guerre e di armi, ma cadeva spesso vittima di malinconia.
Persino allo stesso imperatore, suo nonno Carlo V, osava rivolgere proteste e insolenze, e si rifiutava di stare in piedi davanti a lui con il cappello in mano, com'era costume. Di fronte agli altri cortigiani era così superbo, cocciuto e arrogante, che fin da questi anni si diffusero e trovarono credito delle voci intorno alla brutalità di certi suoi comportamenti precoci e selvaggi. "Ancor poppante", scrive un ambasciatore veneto (1563), egli "mordette i petti a tre sue balie che per questo rispetto furon vicine a morire". Famiano Strada riferisce che il più grande divertimento del principe era di vedere agonizzare le lepri colpite dai cacciatori; un contemporaneo, Orazio della Rena, dice "che di nessuna cosa gustava più che di vedere gli animali arrostiti vivi"; l'ambasciatore veneziano Federico Badoer conclude il quadro narrando che una volta "essendogli donata una biscia scodarella molto grande et essa avendogli dato un morso a un dito, egli subitamente co' denti le spiccò la testa". Durante l'anno 1558 i famigliari pregarono nelle loro lettere a Carlo V di chiamare a sé nel monastero di Yuste il nipotino indocile e turbolento per levarsi l'imbarazzo di tenerlo a corte, visti i suoi comportamenti.

### Adolescenza e Incidente
La morte del nonno Carlo V (che aveva già in precedenza abdicato in favore di suo figlio Filippo II) non fece altro che peggiorare la situazione psicologica di Carlo. Abbandonato a se stesso divenne più indocile e più violento che mai. Nell'ottobre del 1558 il precettore Honorato Juan Tristull scrisse a Filippo II una lettera sconsolata, esprimendo il suo sconforto e la sua sfiducia in ogni mezzo per raddrizzare il giovane. "È un ben profondo dolore il mio", egli scrive, "nel vedere che il profitto di S. A. non corrisponda al principio, com'egli era nei primi anni, come tutti qui lo hanno visto e V. M. ha inteso da lontano. V. M. perdoni il mio ardimento e si compiaccia di rompere questa lettera perché è mia intenzione che altri non la legga che V. M."
Nel 1561 i medici dichiararono che don Carlo fosse tisico. Filippo, preoccupato, decise di inviarlo ad Alcalá de Henares, lontano da Madrid, dove avrebbe potuto beneficiare dell'aria pura di quei luoghi e risiedere in un ampio palazzo destinato agli arcivescovi di Toledo. Qui incontrò ed ebbe modo di parlare piacevolmente con personaggi come suo zio Giovanni d'Austria e Alessandro Farnese, ritrovando ben presto il vigore fisico e mentale. Ma dopo cinquanta giorni un incidente imprevisto (avvenuto il 19 aprile 1562) venne a distruggere tutte le belle speranze mettendo seriamente a rischio la vita del principe. Egli si era innamorato della figlia del portinaio e si recava ogni sera a parlarle in cima a una scaletta ripida e buia; ma tale don Garcia, che non approvava questo amore, fece sbarrare la porta che chiudeva il passaggio. Il principe tentò invano di forzare la porta e cadde dalle scale mandando urla e grida. Vedendo il principe a terra e ferito accorsero i famigliari e lo portarono nel suo letto. I medici accorsi al capezzale scoprirono nella nuca una frattura larga poco più d'un'unghia; la medicarono e poi, secondo le usanze mediche del tempo, si affrettarono a cavare dalle vene del ferito otto once di sangue. Intanto nel giovane si alzò una forte febbre e sopraggiunsero anche forti deliri visivi e uditivi. Vennero allora fatti venire altri medici, i quali aprirono la piaga e misero a nudo il cervello per misurare le dimensioni e la profondità della ferita. La ferita era tumefatta e orribile a vedersi. Ben quattordici tra i più prestigiosi chirurghi del regno esaminarono la ferita del principe provando a curarlo. Ormai il viso intero del principe era irriconoscibile, perché una orrenda infezione cutanea aveva invaso la faccia e minacciava gli occhi, inoltre la febbre continuava ad alzarsi. Il re, che era accorso ad Alcalá e aveva assistito alle lunghe disquisizioni dei medici, volle che fosse chiamato un vecchio negromante moresco, un certo Pinterete, celebre a Valencia per due suoi portentosi unguenti, l'uno bianco e l'altro nero, che si diceva curassero qualunque male. I due unguenti vennero posti sulla piaga ma con il solo risultato di fare emergere una nuova e terribile irritazione della pelle. La vita del principe era appesa a un filo; in molte città del regno si videro processioni con statue e reliquie dei Santi. La sua antica tutrice donna Giovanna di Portogallo gli rimase vicino durante la malattia provando a curare il principe con metodi curiosi: per esempio una sera la donna andò con i piedi nudi (in pieno inverno) dal palazzo al convento di Nostra Signora della Consolazione pregando a voce alta. Piano piano il principe guarì e tornò alla corte, ma questa malattia lasciò segni indelebili sulle sue facoltà fisiche e mentali già gravemente compromesse, e non si riprese mai del tutto, soffrendo di continue febbri e deliri fino alla morte.

### Matrimoni mancati e pettegolezzi
Nell'inverno del 1561 alla corte spagnola si cominciò a cercare una moglie per il principe ereditario. Egli prediligeva per la sua bellezza Elisabetta di Valois, figlia di Enrico II di Francia, che invece finirà per sposare il padre di Carlo, Filippo II. Poco prima però, il 5 dicembre 1560, era morto Francesco II di Francia e la moglie Maria Stuarda era rimasta vedova. Ella aveva diciotto anni ed era a detta di tutti bellissima. Molti si erano affrettati a chiedere la sua mano, tra gli altri l'arciduca Carlo d'Austria e i duchi di Ferrara e di Nemours; ma ella li aveva respinti tutti, non nascondendo la sua predilezione proprio per don Carlos. Del resto, in Scozia, tutti parlavano con grande favore di queste nozze che avrebbero dato alla corona degli Stuart numerosi vantaggi politici liberando per sempre il Paese dal dominio dei francesi e degli inglesi. Filippo però non vedeva di buon occhio questa unione e dopo vari approcci diplomatici e nonostante l'insistenza degli scozzesi l'unione sfumò separando per sempre i destini dei due giovani. Venne allora proposta a Carlo un'altra candidata: la sua ex-tutrice e zia Giovanna. Il padre sperava così che questa unione avrebbe calmato i bollenti spiriti del figlio visto il rapporto già esistente tra i due; inoltre Giovanna era molto popolare e benvoluta sia dal popolo sia dalla corte Spagnola. Il principe si oppose però fermamente a questo matrimonio. Nel dicembre del 1567, durante un acceso dibattito nelle corti di Toledo, don Carlos rimproverò i deputati per avere supplicato suo padre di farlo sposare con Giovanna, definendo l'interferenza nelle sue questioni personali come una sciocchezza. Questa scena segnò la fine delle trattative matrimoniali e Giovanna decise di ritirarsi in un convento. Don Carlos affermò allora che da quel momento in poi avrebbe rispettato il volere di suo padre in tutto, tranne che nelle questioni matrimoniali.

### Contrasti con il padre
I rapporti già pessimi tra Filippo e Carlo a seguito dei continui litigi sulla scelta della consorte per il principe si ruppero definitivamente. Il re infatti aveva tutti i vantaggi a fare durare più a lungo le trattative nuziali per il figlio per avvantaggiarsi politicamente. Quando il principe si innamorò di sua cugina Anna d'Asburgo ancora una volta Filippo si oppose all'unione, in quanto all'arciduchessa era interessato anche il re di Francia Carlo IX.
Don Carlos non tralasciava occasione per mostrare chiaramente la sua antipatia per Filippo: "non potendo S. A. dimostrarsi con altro" — scrive l'ambasciatore fiorentino Leonardo de Nobili - "odia tutti li servitori che gli ha dato suo padre e in ogni occasione d'occasione dà loro pugni e minaccia di pugnalarli". Un giorno il principe prese per la tonaca il cardinale Espinosa, ministro favorito di Filippo, e lo minacciò con un pugnale per avere impedito una rappresentazione del comico Cisneros, di suo gradimento. Il cardinale per salvarsi la vita dovette buttarsi a terra e chiedere pietà in ginocchio In un'altra occasione, mentre Filippo era chiuso nel suo gabinetto con i suoi ministri per sbrigare degli affari importanti, don Carlos si mise alla porta a origliare. Quando un nobile di corte, tale don Diego d'Acuña, lo rimproverò, Carlos gli ruppe i denti con un pugno. Il re, appena seppe questo fatto, rimproverò pesantemente il figlio e per dispetto innalzò a nuovi onori don Diego, che divenne un importante ambasciatore.
I contrasti tra i due erano così evidenti che il precettore del principe il vescovo d'Osma pregò il giovane in una lettera di appianare tali contrasti per il bene del regno, senza ovviamente nessun risultato.

### Guerra degli ottant'anni
Nel 1566 iniziò nelle Fiandre una pesante rivolta contro il dominio spagnolo che sfocerà poi nella guerra degli ottant'anni. La situazione per la Spagna si fece presto drammatica: l'invio del Duca d'Alba con 10.000 soldati spagnoli al seguito non fece altro che peggiorare la situazione. A questo punto Filippo decise di recarsi personalmente nelle Fiandre per sopprimere la rivolta, che si stava trasformando in una vera e propria guerra di religione (essendo l'Olanda di fede Calvinista) con casi di distruzione Iconoclasta di immagini e statue dei santi.
Carlos pregò il padre di poterlo accompagnare in guerra con la speranza di potersi recare successivamente dalla sua favorita Anna d'Asburgo, ma il padre per l'ennesima volta rifiutò, imponendogli di restare a corte. Alcune teorie indicano che in realtà il principe Carlos simpatizzasse con i ribelli fiamminghi e che cercasse di stabilire contatti con i rappresentanti del Conte Egmont e Floris di Montmorency, i due leader della rivolta contro Filippo nei Paesi Bassi. Tali fonti indicano che Carlos progettasse piani di fuga verso i Paesi Bassi per dichiararsi re, con il sostegno dei ribelli. Queste teorie non hanno però trovato riscontro e sono perlopiù rigettate dagli storici
A ogni modo questo rifiuto provocò ancora di più l'ira del principe, che durante una discussione proprio con il Duca d'Alba, che gli stava sconsigliando di recarsi nelle Fiandre contro il volere di suo padre, estrasse di nuovo il pugnale nel tentativo di assassinarlo, venendo però fermato dal duca stesso e dai nobili lì presenti.
In questo periodo le follie del principe raggiunsero il culmine: un giorno egli si chiuse nelle scuderie reali e vi rimase cinque ore; quando ne uscì si trovarono ventitré cavalli feriti a pugnalate. In un'altra occasione un calzolaio portò al principe un paio di scarpe molto strette e fatte male; il principe andò su tutte le furie, fece tagliare a piccoli pezzi le scarpe, le fece cucinare come se fossero trippe di bue e le fece mangiare al calzolaio in sua presenza.
Vedendosi rifiutata la possibilità di seguire il padre in guerra Carlos provò in tutti i modi a fuggire da corte per raggiungere l'Olanda prima e l'amata Anna d'Asburgo poi. Cercò di ottenere prestiti per finanziarsi il viaggio ma nessuno gli diede ascolto, nemmeno suo zio Giovanni d'Austria, che anzi andò ad avvisare il fratello del tentativo di fuga del principe. Carlos vide questo come un grave tradimento da parte di un famigliare a cui voleva bene.

### Arresto, prigionia e morte
A questo punto don Carlos affrontò direttamente lo zio Giovanni nelle sue stanze chiedendogli conto della spiata. Non si sa con esattezza cosa sia successo tra i due in quel momento: alcune fonti dicono che il principe abbia minacciato lo zio con la spada, altre che abbia solamente insistito per avere navi e soldi con cui partire.
In seguito a questo episodio Filippo ordinò l'arresto del figlio, che si era dato malato chiudendosi nelle sue stanze. In realtà Carlos aveva previsto le mosse del padre e nelle sue stanze aveva preparato un vero e proprio arsenale: spade, pugnali, archibugi e polvere da sparo. Si era anche fatto costruire un meccanismo con cui poteva aprire e chiudere la porta della sua stanza direttamente dal letto per controllare eventuali intrusi. Quella notte lo stesso Filippo, accompagnato da quattro suoi ministri, si diresse dal figlio. Il gruppo, nonostante le precauzioni di Carlos, riuscì a penetrare nelle sue stanze e si impadronì in fretta delle armi. Vedendo il padre con le armi in mano il principe lo accusò in lacrime di volerlo eliminare.
Le armi vennero sequestrate e le sue stanze perquisite. Secondo quanto riportato dagli ambasciatori stranieri presenti a corte venne trovata una lista redatta dal principe in persona contenente una lista di persone da uccidere per conquistare il potere, tra cui il re stesso e sua moglie.
Il giovane venne così rinchiuso nelle sue stanze, ma a seguito di numerosi tentativi di suicidio (provò prima a buttarsi nel caminetto accesso, poi a ingoiare un diamante, poi a lasciarsi morire di stenti) venne spostato in una torre e sorvegliato costantemente.
Durante la prigionia il principe fu isolato completamente e solo il prete poteva recarsi a visitarlo per poterlo confessare. Egli allora provò a comportarsi bene per convincere il re suo padre a liberarlo: passava il tempo leggendo e commentando la storia e le leggi di Spagna. Gli amici della corte e del principe speravano che queste prove non dubbie di ravvedimento avrebbero strappato il perdono del padre; ma Filippo per mezzo dei suoi ambasciatori si affrettò a rendere noto a tutti che la prigionia era perpetua e la condanna irrevocabile. Anzi il re ostentava di considerare come morto suo figlio; disciolse la sua casa, licenziò servi e gentiluomini, donò i cavalli ai principi di Boemia, a don Giovanni e al duca d'Urbino. Don Giovanni vestì abiti da lutto. Nessuno osava più parlare del principe per timore di recare dispiacere al sovrano. Infatti poco dopo Carlos venne descritto come "talmente dimenticato, che pareva che non fosse mai stato al mondo".
"Non si parla più della cattura del Principe" — dice l'ambasciatore di Genova — "come se fosse tra i defunti, fra i quali credo che si possa connumerare".
Avendo il principe a questo punto intenzione di lasciarsi morire per sfuggire alla prigionia, egli pensò di logorare il suo corpo con ogni sorta di eccessi: se ne rimaneva ore e ore nudo, dormiva con le finestre aperte, beveva continuamente acqua ghiacciata e mangiava con voracità frutta e ogni altra cosa che ritenesse nociva. In una lettera del novembre del 1567, Guglielmo il Taciturno annuncia che il Principe era stato colto da una sincope per avere mangiato sedici libre di frutta, quattro d'uva e per avere bevuto a dismisura acqua ghiacciata.
Morì a mezzanotte del 24 luglio lasciando (secondo il suo testamento redatto durante la prigionia) i gioielli ai guardiani della sua clausura, un diamante e un crocefisso d'oro, preziosissimo, al convento di Atocha, quattro vasi d'oro alle Converse di Valladolid, velluti e broccati a molti altri monasteri di Madrid.
Aveva ventitré anni e sedici giorni.

## Leggende e opere dedicate
Fin dall'imprigionamento del principe nacquero sia a corte sia tra il popolo numerose leggende e storie sulle reali ragioni del comportamento di Filippo verso quello che comunque rimaneva il suo figlio primogenito. La stessa Caterina de' Medici, regina consorte di Francia, si interessò molto alla storia dello sventurato principe: da Parigi chiedeva continuamente notizie dagli ambasciatori francesi. Quando la residenza del principe fu sciolta e i servitori di Carlos furono sostituiti da altri personaggi di corte, molti di loro cercarono rifugio presso Caterina. Caterina ascoltò da loro il racconto del dramma e poi diventò promotrice di ogni genere di narrazioni leggendarie.
Bisogna però sottolineare che Filippo II, con la sua violenza e la sua rigidità durante il governo del Paese, si era creato innumerevoli nemici. Nessuno era disposto ad attribuirgli un solo atto di generosità; tutti, di fronte a ogni fatto misterioso che avveniva nella corte, erano pronti a immaginare un oscuro delitto che si volesse nascondere. L'odio anti Filippo contribuì sicuramente ad alimentare la leggenda nera sul principe Carlo.
Carlos per secoli incarnò l'ideale del cavaliere romantico, nobile e coraggioso contrapposto a un Filippo II crudele, dispotico, spietato verso la sua stessa famiglia. Le opere di fantasia dedicate alla sua figura contribuirono nei secoli a creare questa leggenda. Fin da subito uscirono libri sulla storia di don Carlos (il primo fu "la Relacion de la muerte y honras funebres del S. Principe D. Carlos" di un certo Don Giovanni Lopez, libercolo molto venduto all'epoca).
Vittorio Alfieri rappresentò la storia di Don Carlos nella tragedia Filippo del 1775. Friedrich Schiller trattò la sua vicenda nella tragedia storica Don Carlos, Infant von Spanien, completata nel 1787. Dal lavoro di Schiller deriva l'opera di Giuseppe Verdi Don Carlo, rappresentata per la prima volta a Parigi nel 1867 e la più famose tra quelle dedicate al principe. In tali opere si afferma, senza nessun fondamento storico, che Carlo venne ucciso da Filippo II per avere commesso adulterio con la matrigna Elisabetta di Valois.

## Ascendenza
|                             |                          |                          | Genitori                 |  |  | Nonni |  |  | Bisnonni               |  |  | Trisnonni                |  |
|                             |                          |                          |                          |  |  |       |  |  | Filippo I di Castiglia |  |  | Massimiliano I d'Asburgo |  |
|                             |                          |                          |                          |  |  |       |  |  | Filippo I di Castiglia |  |  | Massimiliano I d'Asburgo |  |
|                             |                          | Maria di Borgogna        |                          |  |  |       |  |  | Filippo I di Castiglia |  |  |                          |  |
| Carlo V d'Asburgo           |                          |                          |                          |  |  |       |  |  | Filippo I di Castiglia |  |  |                          |  |
|                             |                          | Giovanna di Castiglia    | Ferdinando II d'Aragona  |  |  |       |  |  |                        |  |  |                          |  |
|                             |                          | Giovanna di Castiglia    | Ferdinando II d'Aragona  |  |  |       |  |  |                        |  |  |                          |  |
|                             |                          | Giovanna di Castiglia    | Isabella di Castiglia    |  |  |       |  |  |                        |  |  |                          |  |
| Filippo II di Spagna        |                          | Giovanna di Castiglia    |                          |  |  |       |  |  |                        |  |  |                          |  |
|                             |                          | Manuele I del Portogallo | Ferdinando d'Aviz        |  |  |       |  |  |                        |  |  |                          |  |
|                             |                          | Manuele I del Portogallo | Ferdinando d'Aviz        |  |  |       |  |  |                        |  |  |                          |  |
|                             |                          | Manuele I del Portogallo | Beatrice d'Aviz          |  |  |       |  |  |                        |  |  |                          |  |
| Isabella del Portogallo     |                          | Manuele I del Portogallo |                          |  |  |       |  |  |                        |  |  |                          |  |
|                             |                          | Maria di Trastamara      | Ferdinando II d'Aragona  |  |  |       |  |  |                        |  |  |                          |  |
|                             |                          | Maria di Trastamara      | Ferdinando II d'Aragona  |  |  |       |  |  |                        |  |  |                          |  |
|                             |                          | Maria di Trastamara      | Isabella di Castiglia    |  |  |       |  |  |                        |  |  |                          |  |
| Carlo d'Asburgo             |                          | Maria di Trastamara      |                          |  |  |       |  |  |                        |  |  |                          |  |
|                             | Manuele I del Portogallo | Ferdinando d'Aviz        |                          |  |  |       |  |  |                        |  |  |                          |  |
|                             | Manuele I del Portogallo | Ferdinando d'Aviz        |                          |  |  |       |  |  |                        |  |  |                          |  |
|                             | Manuele I del Portogallo | Beatrice d'Aviz          |                          |  |  |       |  |  |                        |  |  |                          |  |
| Giovanni III del Portogallo | Manuele I del Portogallo |                          |                          |  |  |       |  |  |                        |  |  |                          |  |
|                             |                          | Maria d'Aragona          | Ferdinando II d'Aragona  |  |  |       |  |  |                        |  |  |                          |  |
|                             |                          | Maria d'Aragona          | Ferdinando II d'Aragona  |  |  |       |  |  |                        |  |  |                          |  |
|                             |                          | Maria d'Aragona          | Isabella di Castiglia    |  |  |       |  |  |                        |  |  |                          |  |
| Maria Emanuela d'Aviz       |                          | Maria d'Aragona          |                          |  |  |       |  |  |                        |  |  |                          |  |
|                             |                          | Filippo I di Castiglia   | Massimiliano I d'Asburgo |  |  |       |  |  |                        |  |  |                          |  |
|                             |                          | Filippo I di Castiglia   | Massimiliano I d'Asburgo |  |  |       |  |  |                        |  |  |                          |  |
|                             |                          | Filippo I di Castiglia   | Maria di Borgogna        |  |  |       |  |  |                        |  |  |                          |  |
| Caterina d'Asburgo          |                          | Filippo I di Castiglia   |                          |  |  |       |  |  |                        |  |  |                          |  |
|                             |                          | Giovanna di Castiglia    | Ferdinando II d'Aragona  |  |  |       |  |  |                        |  |  |                          |  |
|                             |                          | Giovanna di Castiglia    | Ferdinando II d'Aragona  |  |  |       |  |  |                        |  |  |                          |  |
|                             |                          | Giovanna di Castiglia    | Isabella di Castiglia    |  |  |       |  |  |                        |  |  |                          |  |
|                             |                          | Giovanna di Castiglia    |                          |  |  |       |  |  |                        |  |  |                          |  |